# Fodina insignis
Fodina insignis är en fjärilsart som beskrevs av Butler 1880. Fodina insignis ingår i släktet Fodina och familjen nattflyn. Inga underarter finns listade i Catalogue of Life.